# Rauðakúlur
Rauðakúlur är en krater i republiken Island. Den ligger i regionen Västlandet, 100 km nordväst om huvudstaden Reykjavík. Toppen på Rauðakúlur är 897 meter över havet.
Runt Rauðakúlur är det mycket glesbefolkat, med 2 invånare per kvadratkilometer. Närmaste större samhälle är Grundarfjörður, nära Rauðakúlur. Trakten runt Rauðakúlur består i huvudsak av gräsmarker.